# 内藤忍
内藤 忍（ないとう しのぶ、1964年 - ）は日本の実業家。中古ワンルームマンション業者の紹介、投資セミナー企画運営を営む資産デザイン研究所やワインBarを経営。。

## 概要
中野区立江古田小学校、中野区立第七中学校、東京都立富士高等学校を経て、1986年に東京大学経済学部を卒業。MITスローン・スクール・オブ・マネジメントMBA。
住友信託銀行、シュローダー投信（現 シュローダー投信投資顧問）、マネックス証券ならびに同子会社、クレディ・スイス証券を経て、2013年に資産デザイン研究所および一般社団法人海外資産運用教育協会を設立。
中古ワンルームマンション業者の紹介、投資セミナー講師、海外不動産投資セミナーの企画を行っている。
詐欺的な商法で最終的に破綻（）したワインファンド（ヴァンネット）を、2015年に著書「飲めて殖やせる究極のワイン投資」（遊タイム出版）で紹介していた。

## 主な著書
- 内藤忍 編『内藤忍のお金持ちになる投資成功ノート』中経出版、2005年7月。
- 内藤忍 編『内藤忍の人生を豊かにするお金のルール』アスペクト、2006年7月。
- 内藤忍 編『内藤忍の資産設計塾 外貨投資編』自由国民社、2007年6月。
- 内藤忍 編『内藤忍の資産設計手帳のすすめ』ダイヤモンド社、2007年12月。
- 内藤忍 編『【新版】内藤忍の資産設計塾』自由国民社、2008年5月。
- 内藤忍 編『内藤忍の投資手帳』ディスカヴァー・トゥエンティワン、2008年10月。
- 内藤忍 編『内藤忍の「好き」を極める仕事術』講談社、2008年11月。
- 内藤忍 編『初心者は株を買うな!』日本経済新聞出版社、2009年6月。
- 内藤忍 編『60歳までに1億円つくる術』幻冬舎、2009年11月。
- 内藤忍・石川貴康 編『不動産投資×証券投資 最強のハイブリッド投資術』東洋経済新報社、2010年5月。
- 内藤忍 編『内藤忍式成功の法則 「5つのステップ」ですべてがうまくいく！』マガジンハウス、2010年7月。
- 内藤忍 編『内藤忍 お金の話をしませんか』日経BP社、2010年9月。
- 内藤忍 編『貯金が 1000 万円になったら資産運用を考えなさい』ディスカヴァー・トゥエンティワン、2013年8月。